# Hassan Orabi
Hassan Orabi (ur. 21 października 1947 – zm. 7 stycznia 2009) – egipski piłkarz grający na pozycji bramkarza. W swojej karierze grał w reprezentacji Egiptu.

## Kariera klubowa
Całą swoją karierę piłkarską Orabi spędził w klubie Al-Ittihad Aleksandria. Zadebiutował w nim w 1963 roku i grał w nim do 1977 roku. W latach 1973 i 1976 zdobył z nim dwa Puchary Egiptu.

## Kariera reprezentacyjna
W 1970 roku Orabi został powołany do reprezentacji Egiptu na Puchar Narodów Afryki 1970. Był w nim rezerwowym bramkarzem i nie rozegrał żadnego meczu. Z Egiptem zajął 3. miejsce w tym turnieju.
W 1974 roku Orabi był w kadrze Egiptu na Puchar Narodów Afryki 1974. Na tym turnieju rozegrał dwa mecze: grupowy z Wybrzeżem Kości Słoniowej (2:0) i półfinałowy z Zairem (2:3). Z Egiptem ponownie zajął w 3. miejsce.